# NGC 291
NGC 291 (другие обозначения — MCG −2-3-35, IRAS00510-0901, PGC 3140) — спиральная галактика (Sa) в созвездии Кит.
По оценкам, расстояние до млечного пути 257 миллионов световых лет, диаметр около 80 000 световых лет.
В той же области неба NGC 270 и NGC 277.
Объект был обнаружен 27 сентября 1864 года немецким астрономом Альбертом Мартом.
Этот объект входит в число перечисленных в оригинальной редакции «Нового общего каталога».